# Шведе, Евгений Леопольдович
Евгений Леопольдович Шве́де (Schwede) (1859—1893) — морской офицер, полярный исследователь, изобретатель, специалист и автор учебных пособий по электрическому и минному делу, лейтенант.

## Биография
Родился в 1859 году в Санкт-Петербурге. Происходил из старинного морского рода лифляндских дворян Шведе. с немецко-шведскими корнями. Сын видного русского военного кораблестроителя генерал-майора Л. Г. Шведе (1823—1882).
В 1879 году окончил Морской корпус. В 1879—1880 годах на крейсере «Азия» совершил плавание из Кронштадта на Дальний Восток, затем служил в офицерских должностях на военных кораблях. Имел редкую по тем временам специальность минного электрика, написал несколько учебных пособий для личного состава кораблей по электромеханической и минной части. Изобретатель, первым организовал электрическое освещение казармы 8-го флотского экипажа (здание до сих пор стоит на площади Труда в Петербурге). В 1898 году участвовал во Всероссийской фотографической выставке в Москве в честь 50-летия изобретения светописи, был награждён бронзовой медалью за свои фотографии.
Весной 1893 года, на средства Комитета Сибирской железной дороги, для доставки из Англии на Енисей водным путём строительных материалов и рельсов для строившейся Транссибирской железнодорожной магистрали, были приобретены винтовой пароход «Лейтенант Овцын» (капитан Л. Ф. Добротворский), колёсный пароход «Лейтенант Малыгин» (капитан Е. Л. Шведе) и парусная баржа «Лейтенант Скуратов» (капитан П. К Тудерман). Возглавлял экспедицию лейтенант Леонид Фёдорович Добротворский.
Летом 1893 года был назначен командовать военным колёсным пароходом «Лейтенант Малыгин», прибывшим в устье Енисея. Пароход в ходе экспедиции поднялся вверх по реке до Енисейска. В ходе экспедиции Шведе исследовал часть Карского моря — пролив Малыгина между островом Белый и полуостровом Ямал, бухту острова Вилькицкого, уточнил положение острова Диксон и Корсаковских островов в Енисейском заливе. Во время перехода открыл бухту (в 1894 году названную Императорским Российским Географическим обществом его именем) между островами Вилькицкого и Неупокоева. Во время плавания Шведе тяжело заболел и, возвращаясь зимой сухим путём из Енисейска в Петербург, умер в дороге 23 декабря 1893 (4 января 1894). Цензурою было запрещено сообщать о его смерти.
Похоронен в Петербурге на Смоленском лютеранском кладбище. Первоначальный памятник не сохранился. Сейчас на месте могилы установлен гранитный постамент с картушем и якорем.

## Награды
- Орден Святого Станислава 3 степени[7]

## Семья
- Отец — Шведе Леопольд Густавович (1823—1882), русский кораблестроитель XIX века, генерал-майор, построил первый в России плавучий гидравлический пятисекционный док, основатель морской династии Шведе.
- Мать — Шведе Александра Петровна, урождённая Георгиевская.
- Брат — Константин Леопольдович Шведе (1863—1933), военно-морской деятель, капитан 1-го ранга, во время русско-японской войны 1904—1905 на эскадренном броненосце «Орел» в составе 2-й Тихоокеанской эскадры совершил поход из Кронштадта на Дальний Восток и участвовал в Цусимском сражении (14—15 мая 1905), после смертельного ранения командира «Орла» принял на себя командование, несмотря на собственное ранение и контузию.
- Жена — Шведе Мария Александровна, урождённая Обермиллер (1861—1939), дочь доктора медицины, лейб-хирурга А. Л. Обермиллера.
- Сын — Шведе Евгений Евгеньевич (1890—1977), один из основоположников советской военно-морской географии, педагог, контр-адмирал, первый в СССР доктор военно-морских наук, именем Е. Е. Шведе названа одна из гор на Земле Королевы Мод в Антарктиде.
- Дочь — Шведе Мария Евгеньевна (1892—1963, Ленинград), художница, замужем за капитаном 1-го ранга Алексеем Константиновичем де Плансоном (1896—1964), вахтенным офицером «Авроры» (1916—1917), преподавателем военно-морского училища во Владивостоке (1945 год).
- Дочь — Шведе Елизавета Евгеньевна (1894—1980), искусствовед, художник, заведующая библиотекой Ленинградской государственной консерватории[8].
  - Внук — Шведе Николай Евгеньевич (1924—2003), капитан 1-го ранга, окончил Высшее военно-морское училище им. М. В. Фрунзе, служил в Гидрографической службе Балтийского флота, с 1957 работал в научно-исследовательском институте Военно-морского флота. С 1976 года — научный сотрудник Государственного океанографического института в С.-Петербурге.